# Parafia Chrystusa Miłosiernego w Dęblinie
Parafia  w Dęblinie – parafia rzymskokatolicka w Dęblinie, w dekanacie Ryki diecezji siedleckiej.
Parafia została erygowana 24 czerwca 1986 r. Drewniany kościół parafialny jest dawną cerkwią unicką z pierwszej połowy XVIII wieku, przeniesioną z Łosic do Dęblina w latach 1928–1929. Początkowo świątynia służyła jako kościół parafialny parafii św. Piusa V. Po wybudowaniu nowego kościoła w 1987 budowla została  przekazana dla nowej parafii Chrystusa Miłosiernego. Została ponownie przeniesiona, tym razem z ulicy 1 Maja na ul. Wiślaną. W 2003 roku staraniem proboszcza ks. kanonika Jana Romaniuka oraz parafian rozpoczęto budowę nowej świątyni murowanej, która znajduje się obok kościoła drewnianego.
Parafia posiada księgi metrykalne od 1986 r.

## Proboszczowie parafii
- Ks. Józef Brzozowski (1986–1993),
- Ks. Franciszek Hołda (1993–1994),
- Ks. Wiesław Wyrzykowski (1994–2003),
- Ks. Jan Romaniuk (2003–02.01. 2016),
- Ks. Andrzej Kania (16.02.2016 – obecnie).

Terytorium parafii obejmuje jedynie część Dęblina.